# Grube Bülten-Adenstedt
Die Grube Bülten-Adenstedt ist ein ehemaliges Eisenerzbergwerk im Landkreis Peine in Niedersachsen. Die Tagebaue und Schachtanlagen befanden sich in einem Gebiet zwischen den Ortschaften Adenstedt, Groß Bülten, Bülten und Ölsburg.
Die Bültener Erze bildeten über hundert Jahre lang die Rohstoffgrundlage der nahegelegenen Ilseder Hütte. Diese erzeugte daraus das Roheisen für die weltbekannten Peiner Träger.

## Geologie

### Die Entstehung des Bültener Erzlagers
Beim Bültener Erzlager handelt es sich um eine marin-sedimentäre Trümmererzlagerstätte.
In der Oberkreide zur Zeit des Santonium (ältere Bezeichnung: Oberemscher) befand sich in der Gegend der Peiner Erzlager die Küstenlinie eines Meeres. An der Küste standen Tonschichten des Gault (obere Unterkreide) an, in denen Toneisenstein-Geoden eingebettet waren. Die Toneisensteine waren durch die Ausfällung im Wasser gelösten Eisens in der unmittelbaren Umgebung von Tierkadavern entstanden, die im noch weitgehend unverfestigten, wassergesättigten Tonsediment eingebettet waren und deren Zersetzung ein für die Ausfällung günstiges chemisches Milieu geschaffen hatte. Die Geoden waren kugel- bis brotlaibförmig bei Durchmessern von bis zu einem Meter. Die Meeresbrandung erodierte im Santon die leicht verwitterbaren Tonsteine und die schweren Toneisensteingeoden blieben an den Stränden liegen. Durch die Brandung wurden die Geoden zertrümmert und die Bruchstücke wieder rundgeschliffen (sogenannte Aufarbeitung) und zugleich verwitterte der Toneisenstein von außen her zu Limonit. Die Limonitrinde platzte teilweise scherbenartig ab. Durch den Aufstieg des benachbarten Salzstockes Ölsburg oder vielmehr durch die Abwanderung des Salzes aus der Umgebung des Salzstockes entstanden im Bereich der damaligen Küstengewässer Randsenken, in denen sich die Limonitgerölle und -trümmer, die von starken Strömungen ins tiefere Wasser getragen wurden, in bauwürdiger Mächtigkeit ansammeln konnten.

### Geographische Lage und Ausdehnung
Das Erzlager von Bülten beginnt am nördlichen Rand von Adenstedt und streicht von West-Süd-West nach Ost-Süd-Ost über eine Länge von etwa sechs Kilometern. Dabei wird es durch mehrere Störungen durchzogen, z. B. Bültener Hauptstörung, Ölsburger Störung. Bei einer durchschnittlich bauwürdigen Breite von 800 Metern fällt das Lager mit 6 bis 22 gon nach Nordwesten ein. Im Südosten standen die Erze über nahezu die ganze Länge bis Ölsburg bis über Tage an (Ausbiss). Bei Bülten lagen sie dagegen in einer Teufe von 250 Metern. Das Hangende über dem 4 bis 28 Meter mächtigen Erzlager besteht aus Mergelschichten und diluvialen Kiesen und Sanden. Das Liegende wurde aus Tonschichten (Gault) der Unterkreide gebildet. Nach einer ausgedehnten Vertaubungszone vor dem Mittellandkanal standen in 400 bis 700 m nochmals Erze an, die von der Grube Peine I/II in Peine-Telgte aus abgebaut wurden.

### Mineralogie
Die Bültener Erze bestanden aus unterschiedlichen Erzgeröllen und Trümmern, die in einer kalkigen bis mergeligen Grundmasse eingebettet waren. Die Mineralogen klassifizierten das unregelmäßig verbreitete Erz in
- Erzschalengerölle mit einer harten Schale und einem, häufig tongefüllten Hohlraum, sie waren am meisten verbreitet,
- Erznetzgerölle ohne Hohlräume aus einer Limonit-Matrix,
- Einheitliche Brauneisengerölle von mäßiger Festigkeit,
- Schalige Brauneisengerölle, die zwiebelartig aufgebaut waren und
- Phosphorite, die im Wesentlichen aus Apatit bestanden.[3]

Die durchschnittliche Zusammensetzung betrug: 26,5 bis 28 % Fe, 2,6 bis 3,3 % Mn, 0,9 bis 1 % P, 20 bis 25 % CaO und 5 bis 7 % SiO2.
Die Erzgerölle und das sie unmittelbar umgebende taube Gestein hatte je nach Zusammensetzung verschiedene Verfärbungen. Danach unterschieden die Bergleute das Erz in Rot-Buntes, Rot-Braunes, Weiß-Braunes und Grün-Buntes Erz.
Die Hohlräume der Erze enthielten durch eingedrungene Lösungen auch seltene Mineralien. Von dort sind u. a. bekannt geworden:
- Groutit, ein schwarzes, dem Manganit chemisch identisches Manganoxid, welches in tafeligen Aggregaten in den Drusen der Erzschalengerölle – Rot-Braunes Erz auftrat,[4]
- Ramsdellit, ein schwarzes, metallisch glänzendes Manganoxid,[5]
- Rhodochrosit, ein Mangankarbonat, das von weiß über rosa bis braunrote Kristalle bildet und
- Kutnohorit, weiß bis hellgelb/hellrosa. Ein mit dem Dolomit „verwandtes“ Kalzium-Mangan-Doppelkarbonat.[6]

## Geschichte und Technik

### Vorgängerbergbau
Aufgrund von Schlackenfunden lässt sich eine Verhüttung der oberflächennahen Bültener Erze bereits für das 3. Jahrhundert nachweisen. Eine zweite Periode bestand vom 10. bis zum 14. Jahrhundert. Schriftliche Urkunden über einen Bergbau im Raum Bülten-Adenstedt liegen erst für das 19. Jahrhundert vor. In einem Bericht des Geologen Strombeck von 1858 heißt es, dass in der Nähe Groß-Bültens ein alter Tagebau bestünde, der „… freilich nicht zur Verhüttung, sondern weil es in der Gegend an besseren Material fehlt, zur Herstellung von Wegen u. dergl. gewonnen ist“. Untersuchungen im Auftrag des Hildesheimer Senators Roemer im Jahr 1848 bescheinigen dem Vorkommen gar einen zu geringen Eisengehalt für die damaligen Eisenhüttenverfahren.

#### Die Visionen Carl Hostmanns
Der Celler Bankier Carl Hostmann und sein Partner Fritz Hurtzig untersuchten seit 1853 ein Steinkohlevorkommen am Oberg bei Ilsede unweit des Bültener Erzlagers. Sie erwarben 1856 Konzessionen zum Aufsuchen der Eisenerzlagerstätte, nachdem sie Justus von Liebig persönlich als Gutachter gewinnen konnten. Hostmann und Hurtzig erkannten die Möglichkeit, Erz kostengünstig im Tagebau zu gewinnen und mit Hilfe der in unmittelbarer Nachbarschaft vorkommenden Kohle in einem nahegelegenen Hüttenwerk direkt zu Eisen zu verarbeiten. So wurde 1856 die Bergbau- und Hütten-Gesellschaft zu Peine gegründet. Hostmann kritisierte zu dieser Zeit die Abhängigkeit Deutschlands von ausländischen Rohstoffimporten und drängte seine potentiellen Kapitalgeber zur Förderung einer eigenen Rohstoffbasis. Im Raum Peine sah er ein Eisenerzlager, welches in Deutschland bisher noch nicht in derartiger Größe aufgefunden wurde und das über Jahrhunderte jährlich eine Million Centner guten Eisens liefern sollte. Er plante ein Montanzentrum im Raum Peine, das seiner Auffassung nach über eine perfekte Anbindung durch die Eisenbahn Hannover-Braunschweig verfügte. Das erzeugte Roheisen sollte in angeschlossenen Stahl- und Walzwerken, Gießereien sowie Maschinenfabriken zu industriellen Produkten verarbeitet werden. Wegen der kurzen Transportwege rechnete Hostmann mit geringen Gestehungskosten. Ein solches Montanzentrum sollte wenig später in Deutschland im Ruhrgebiet entstehen. Das Werk in Peine wurde indessen zunächst nicht gebaut. Die vermeintlichen Steinkohlenflöze erwiesen sich als nicht bauwürdig, Kapitalgeber blieben aus bzw. fühlten sich von seinem Gründungs-Prospect getäuscht. Hostmann musste Konkurs anmelden und nahm sich kurz darauf am 21. Januar 1858 das Leben.

### Die Geschichte des Bültener Bergbaus von 1860 bis 1933

#### Die Gründung der Ilseder Hütte und die Aufnahme des Bergbaus
Carl Hostmanns Schwiegersohn Carl Haarmann erwarb die Bergwerksfelder aus der Konkursmasse und gründete am 6. September 1858 zusammen mit Hostmanns ehemaligen Partner Hurtzig die Aktiengesellschaft Ilseder Hütte. Nach erfolgreichen Abkommen mit den Grundstückseigentümern wurde im Februar 1860 der erste Tagebau Bülten I, Westen angelegt. Der Abbau und Transport erfolgte in den ersten Zeit durch einen Lohnunternehmer.
Der erste Hochofen in Groß Ilsede wurde 1860, der zweite 1861 angeblasen. Ebenfalls 1861 wurde eine Pferdebahn zum Antransport der Erze gebaut.
Bereits 1862 setzte eine Absatzkrise für das erzeugte Roheisen ein. Die Auslastung der beiden Hochöfen musste auf ein Drittel ihrer Kapazität gesenkt werden und 1863 drohte bereits das Aus. Der Grund lag im zu hohen Phosphorgehalt des Eisens, der dessen Weiterverarbeitung erschwerte. Die Leitung der Hütte konnte den Unternehmer und Kaufmann Gerhard Lucas Meyer für den Verwaltungsrat anwerben. Seinem Geschick war es zu verdanken, dass bereits ein Jahr später ...das Ilseder Roheisen zu der Zeit in Deutschland dasjenige ist (war), das am billigsten herzustellen ist (war). Vergleichsweise niedrige Kosten und hohe Leistungen sollten das Erfolgsrezept des Bültener Bergbaus über mehr als hundert Jahre bleiben.

#### Die erste Blütezeit des Bültener Bergbaus

Tagebau Bülten I, Westen um 1900

Nachdem 1865 der dritte Hochofen der Ilseder Hütte in Betrieb genommen worden war, ging auch der Ausbau des Bergwerkes in Groß-Bülten schnell voran. Die Leitung der Bergbauabteilung übernahm ab 1866 Engelhard Bingmann und behielt dieses Amt bis zu seinem Tod am 3. November 1907.
Während 1867 noch 13.300 Tonnen Erz gefördert wurden, so waren es ein Jahr später bereits 156.300 Tonnen.
Als erster Schacht wurde 1869 der Carl-Schacht auf 27,5 m abgeteuft. Er diente ausschließlich der Wasserhaltung. Mit Ausnahme der beim Auffahren der Sumpfstrecke und der Verbindungsstrecken zum Tagebau angefallenen Erze wurde planmäßig noch kein Untertage-Abbau betrieben.
Nachdem die unmittelbar zu Tage anstehenden Erze abgebaut waren, musste zum Aufschluss die Abraumschicht mit der Schaufel abgetragen werden. Zunächst waren es nur wenige Meter, jedoch mit fortschreitenden Abbau nahm die Deckschicht durch das Einfallen des Lagers zu. Die Erze wurden wegen der großen Mächtigkeit des Lagers auf mehreren Terrassen übereinander, sogenannten Strossen abgebaut. Die Strossen waren 2 bis 3 m hoch und 4 m breit. Zur Anwendung kam das Sprengen mit Schwarzpulver.
Über sogenannte Bremsberge gelangten die beladenen Förderwagen auf das Niveau des gewachsenen Bodens. Anfänglich verrichteten diese Arbeit Pferde, doch bereits 1869 wird von einer ersten Fördermaschine berichtet. Der ausgeerzte Tagebaugraben wurde entsprechend dem Abbaufortschritt von der anderen Seite wieder mit dem Abraum, Schutt und Schlacken verstürzt.
Als zweiter Tagebau wurde 1876 der Tagebau Bülten I, Osten 1 angelegt. Dieser war vom Tagebau Westen durch die Bültener Hauptstörung getrennt.

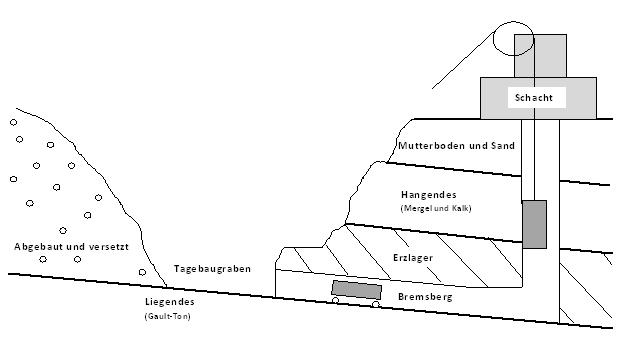
Prinzip des Bültener Bergbaus zu Beginn des 20. Jahrhunderts

Mit der Fertigstellung des 25,5 m tiefen Gerhard-Schachtes (alt) im März 1877 änderte sich das System der Förderung. Das abgebaute Erz wurde nun über einfallende Strecken im Erzlager unter Tage bis zum Füllort des Förderschachtes heruntergebremst. Dabei diente der aufwärtsfahrende Leerzug über eine Umlenkrolle als Gegengewicht. Im Gerhard-Schacht wurden die Wagen über Tage gehoben.
1881 bestanden bereits 6300 m untertägige Strecken, obwohl der Abbau noch immer im Tagebau erfolgte. Als weiterer Förderschacht entstand 1883 der Hermann-Schacht mit 22,8 m Teufe. Weitere Tagebaue bestanden ab 1890 mit dem Tagebau Bülten I, Osten 2, auch Kasernengrube genannt und mit dem Tagebau Adenstedt. Letzterer hieß umgangssprachlich Knippelkuhle, was von einem alten verlassenen Tagebau herrührt, in dem Gnippeln = Eisensteingeoden angetroffen wurden. Am Rand des Tagebaus Adenstedt wurde zur Förderung der Engelhard-Schacht (Teufe 30,2 m) niedergebracht.
Um auch eine Arbeit an Winterabenden zu ermöglichen, wurde bereits im Februar 1896 in den Tagebauen eine elektrische Beleuchtung eingeführt. Dieses war insofern eine Besonderheit, da zu dieser Zeit nur Großstädte über eine elektrische Stromversorgung verfügten. Peine selbst erhielt erst 1916 eine solche.
Im Jahr 1897 wurden 400.000 Tonnen Jahresförderung überschritten.
Der 1899 bis 1900 abgeteufte Kaiser-Wilhelm-Schacht wurde der erste echte Tiefbauschacht der Grube Bülten-Adenstedt. Auf der 60-m–Sohle des 67,4 m tiefen Schachtes wurde mit der Vorrichtung des Erzlagers unter Tage begonnen. Ab einer Überdeckung von 30 m galt der Tagebau um die Jahrhundertwende als nicht mehr wirtschaftlich. Die Schachtanlage erhielt zunächst eine Dampffördermaschine, die 1909 auf elektrischen Antrieb umgebaut wurde.
Dem Vorrücken des Tagebaugrabens fiel 1907 der alte Gerhard-Schacht, 1910 der Engelhard-Schacht und 1917 der Hermann-Schacht zum Opfer. Als Ersatz entstand 1908 der Neue Förderschacht. Im gleichen Jahr wurden die bis dahin als Geleucht der Bergleute verwendeten Froschlampen durch Karbidlampen ersetzt.
Seit 1909 erleichterten Dampflöffelbagger das Abtragen der mächtiger werdenden Abraumschicht.
Zweiter Tiefbauschacht wurde 1914 der 130 m tiefe Gerhardschacht. An diesem wurde die 120-m–Sohle und die östliche 60-m–Sohle angeschlossen. Der Gerhard-Schacht war ein Doppelförderschacht und verfügte damals bereits über eine Gefäßförderung.
Als untertägiges Abbauverfahren wurde der Pfeilerbau angewendet, in Bülten auch Geneigter Scheibenbau genannt: Wegen der Mächtigkeit wurde das Erzlager nacheinander in drei übereinander liegenden Scheiben abgebaut. Die dazu angelegten Kammern waren rund 6 m hoch und breit, sowie 80 m lang. Dabei wurde zuerst die unterste, danach die darüberliegenden Scheiben gewonnen. Die Gewinnung erfolgte durch Bohr- und Schießarbeit. Das losgeschossene Erz wurde mit Kratze und Trog in Förderwagen geladen und mit Menschenkraft zu den Hauptstrecken gefördert. Den Transport bis zu den Füllörtern der Schächte bewerkstelligten elektrische Grubenlokomotiven.
Zum Schutz der Oberfläche musste wegen der geringen Überdeckung und der Nähe zu bewohnten Gebieten mit Versatz gearbeitet werden. Dazu wurde in übertägigen Gruben gewonnener Sand in die ausgeerzten Kammern gespült. Aus einer dieser Sandgruben entstand später der Auflandeteich Groß Bülten-Adenstedt, heute ein Naturschutz- und Naherholungsgebiet.

#### Die Bedeutung der Grube Bülten-Adenstedt im Ersten Weltkrieg
Im Ersten Weltkrieg war das Deutsche Reich von seinen ausländischen Rohstoffquellen abgeschnitten. Für die Produktion kriegswichtiger Güter war das Eisenerz von hoher Bedeutung. Die Bültener Erze enthielten darüber hinaus größere Gehalte an Mangan, was für die Erzeugung von Hartmanganstählen von Bedeutung war (vergleiche Ausbau der Grube Dr. Geier in Waldalgesheim). Diese hochfesten Stähle fanden Verwendung in der Herstellung von Panzerungen für Kriegsschiffe, Geschütztürme und dergleichen, sowie für Eisenbahnschienen. Im Rahmen des Hindenburg-Programms wurde daher auch die Förderung in Bülten-Adenstedt ausgebaut. Dieses hatte zur Folge, dass vom ursprünglich geordneten Ausbau der Grube abgewichen wurde und besonders eisenreiche Partien bevorzugt in Verhieb genommen wurden → Raubbau. Die gewonnenen Erze mussten per Reichserlass auch an die Hütten im Ruhrgebiet abgegeben werden.
Im Bereich des Tagebaus Knippelkuhle bei Adenstedt standen besonders manganreiche Partien an, die sich bis unter die Ortslage von Adenstedt fortsetzten. Wegen des hohen Manganbedarfs wurde dieses Vorkommen in Abbau genommen. Dazu musste die Kirche mitsamt Friedhof und insgesamt 56 Hof- und Wirtschaftsgebäude abgerissen werden. Die Ilseder Hütte verpflichtete sich zum Wiederaufbau der Kirche an anderer Stelle und musste die Grundstückseigner entschädigen. Weiterhin wurden einige Straßen verlegt. Zu Friedenszeiten hätte sich dieses Vorhaben wegen der Kosten niemals gelohnt.
Trotz des Einsatzes von Kriegsgefangenen wurden die geforderten Leistungen wegen Personalmangels nicht erreicht.

#### Der Bültener Bergbau während der Weimarer Republik und der Weltwirtschaftskrise
Nach dem Krieg normalisierten sich die Verhältnisse wieder. Der Abbau rückte zugunsten des Tiefbaus in größere Teufen vor. Deshalb wurde das untertägige Streckennetz erheblich ausgebaut. Um die Abbauleistung zu erhöhen, wurden Ende der 1920er Jahre sowohl im Tage- als auch im Tiefbau Schrapper eingeführt. Diese zogen mit einem Schürfkübel, der von einer Seilwinde bewegt wurde, das losgeschossene Haufwerk in eine Beladevorrichtung für die Förderwagen. Dadurch wurde die Ladearbeit wesentlich erleichtert. Die Abbauleistung pro Mann und Schicht erhöhte sich dadurch von 2,5 auf 5,4 Tonnen. Im Untertagebetrieb fanden darüber hinaus 1928 Versuche mit der sogenannten Butler-Ladeschaufel aus den USA statt. Dieses baggerähnliche Gerät, von den Bergleuten Eisener Bergmann genannt, wurde auf Schienen festgekeilt und belud direkt Förderwagen oder ein Förderband. Das Bültener Erz erwies sich schließlich als zu hart für die Maschine.
Während der Weltwirtschaftskrise von 1930 bis 1933 ging die Nachfrage auf dem Weltmarkt nach Eisen und Stahl und damit auch nach dem Erz der Grube Bülten-Adenstedt stark zurück. So wurde 1930 nur noch eine Schicht am Tag verfahren. 1932 lag das Bergwerk für insgesamt 5 Monate völlig still. In den verbliebenen Monaten wurde nur die halbe Woche gearbeitet. Dieses hatte einen wirtschaftlichen Notstand der Bergleute zur Folge, da erhebliche Einkommenseinbußen bestanden.

### Die Geschichte des Bültener Bergbaus von 1934 bis 1976

#### Der Ausbau während des Vierjahresplanes
Im Rahmen des Vierjahresplanes sahen die nationalsozialistischen Machthaber vor, Deutschland unabhängig von ausländischen Rohstoffimporten zu machen. Für die Belebung der Rüstungsindustrie war gleichzeitig eine Steigerung der Eisen- und Stahlproduktion notwendig. Entsprechend wurden Förderprogramme für den Eisenerzbergbau aufgelegt. Bereits 1934 fielen daher keine Feierschichten in der Grube Bülten-Adenstedt mehr an. Da die Tagebaue in Bülten und Adenstedt weitestgehend ausgeerzt waren, wurde 1938 ein neuer Tagebau in Ölsburg angelegt. Weiterhin sollten schnellstmöglich alle Tiefbauerze zum Abbau ausgerichtet werden. Hierzu wurde ebenfalls 1938 ein neuer Schacht, der Emilieschacht abgeteuft. Das Durchteufen der 50 m mächtigen Sandschichten erfolgte im Gefrierschachtverfahren. Die Endteufe betrug 235 m. Als neue Hauptfördersohle wurde die 220-m–Sohle eingerichtet.
Kurz vor und während des Zweiten Weltkrieges wurden neue Höchstförderzahlen erreicht. Mit dem Zusammenbruch zum Kriegsende kam der Bergbau vollständig zum Erliegen. Im November 1945 konnte der Betrieb wieder aufgenommen werden. Es vergingen jedoch einige Jahre, bis sich die Verhältnisse wegen Material- und Personalmangels stabilisierten.
Im Jahr 1949 wurde vom Grund des Tagebaus Ölsburg eine Förderrampe bis zur 90-m–Sohle aufgefahren. Damit konnten in Zukunft alle größeren Maschinen von über Tage in die Grube gebracht werden, ohne sie vorher auseinanderbauen zu müssen. In diesem Jahr wurden 610.800 Tonnen gefördert und es waren 1000 Bergleute angelegt.
Die größte Förderung in der Geschichte des Bültener Bergbau wurde 1957 mit etwas mehr als 1,1 Mio. Tonnen bei einer Belegschaft von 1258 Mann erreicht.

#### Rationalisierung und Überlebenskampf während des Niedergangs des deutschen Eisenerzbergbaus

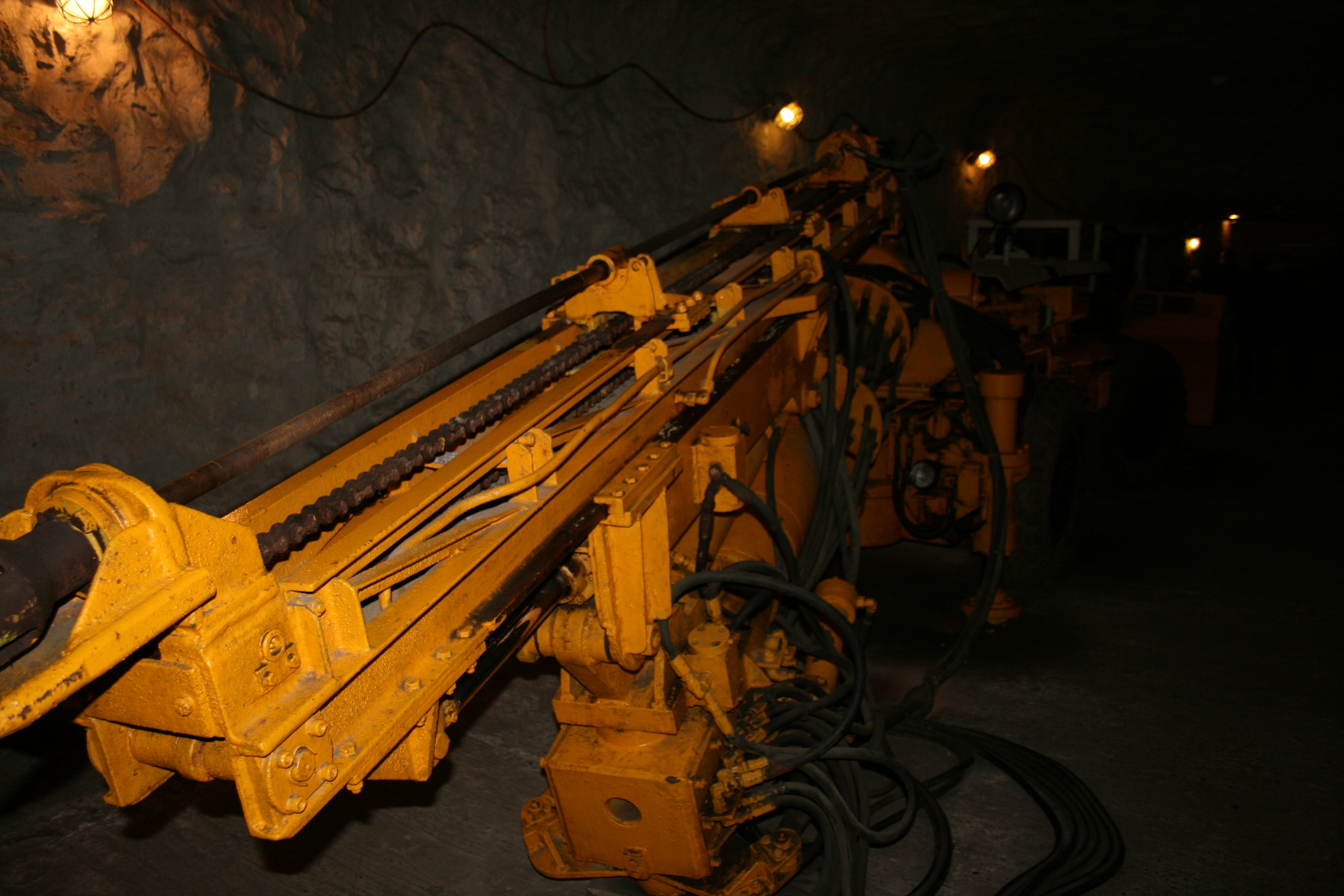
Elektrohydraulischer Bohrwagen aus Bülten

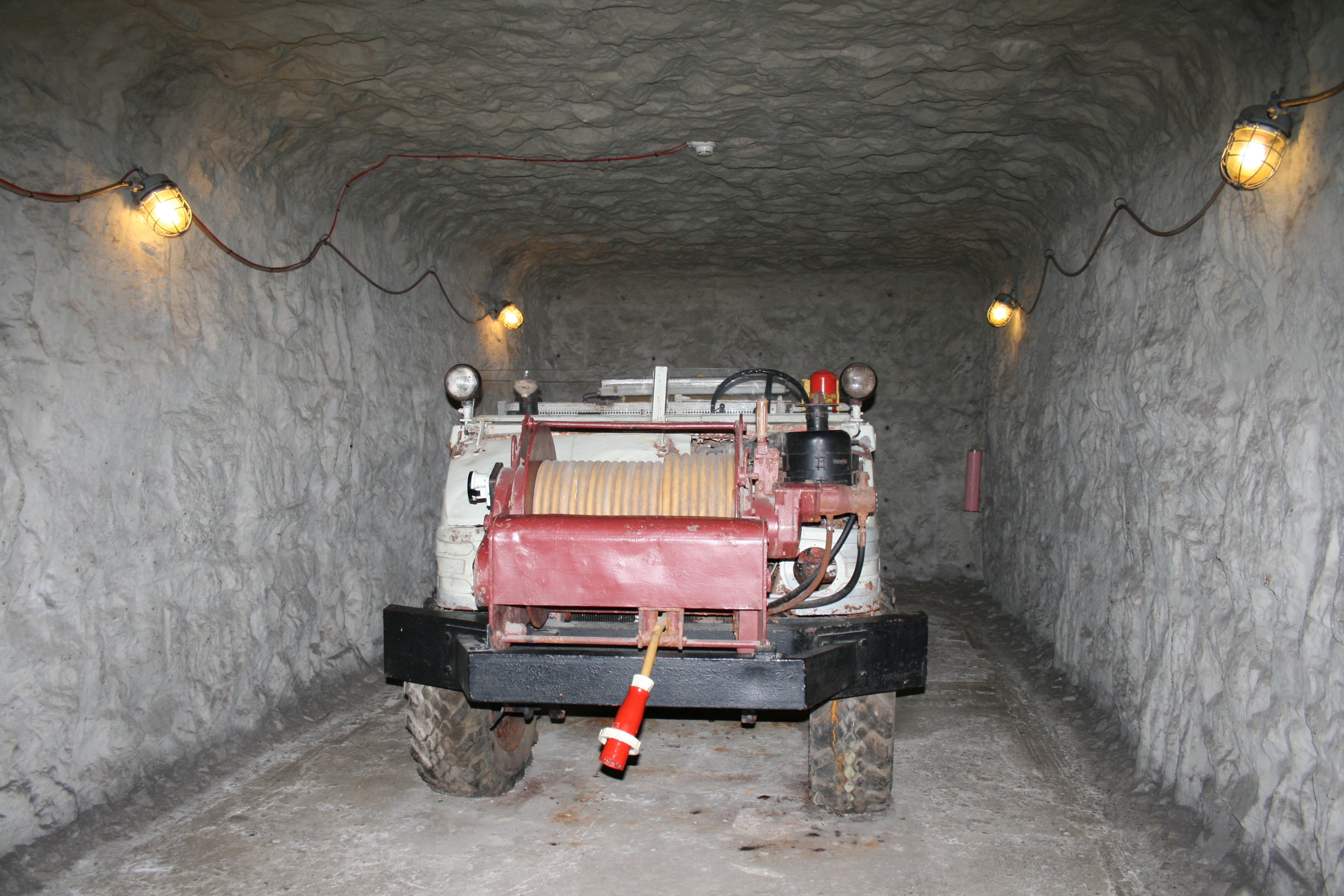
Nachgestellte Abbaukammer mit Unimog der Grube Bülten-Adenstedt im Deutschen Bergbaumuseum Bochum

Ende 1961 beschlossen die wichtigsten Stahlunternehmen im Ruhrgebiet, zukünftig keine inländischen Eisenerze mehr abzunehmen. Zu diesem Zeitpunkt kostete eine Tonne deutsches Erz mit etwa 30 % Eisengehalt rund 100 Deutsche Mark, ein Tonne aus Schweden einschließlich Transport 51 Deutsche Mark bei 60 % Eisen. Während die Grube Bülten-Adenstedt nicht direkt davon betroffen war, da sie ihre Erze an das Hochofenwerk in Groß Ilsede lieferte, so geriet sie durch die preiswerten Importe stark unter Druck. Hinzu kam, dass die besseren Erzpartien bereits in den beiden Weltkriegen abgebaut waren. Ein Überleben war nur durch eine Steigerung der Produktivität bei gleichzeitiger Kostensenkung möglich.
Folgende Rationalisierungsmaßnahmen wurden in den folgenden Jahren verwirklicht:
- Förderung und Seilfahrt erfolgte ausschließlich über den Emilieschacht. Der Kaiser-Wilhelm-Schacht wurde am 31. Oktober 1961 stillgelegt. Um auch den Gerhardschacht abwerfen zu können, wurde 1964 unter Tage ein Sessellift von der 220-m–Sohle des Emilieschachtes zur 140-m–Sohle des Gerhardschachtes gebaut. Über diese 530 m lange Seilbahn konnten die Bergleute in das Revier am Gerhardschacht anfahren.[24][25]

- In den Jahren 1964 bis 1965 wurden gleislose, elektro- und dieselhydraulische Bohrwagen angeschafft. Damit konnten die Sprenglöcher bis 20 mal schneller gebohrt werden.[26] Geladen wurden die Schüsse fortan mit losem Sprengstoff mittels Druckluft von einem speziellen Schießfahrzeug aus.[27]

- Es erfolgte die Einrichtung von Großrevieren und Umstellung auf gleislose Förderung. Eingesetzt wurden über kürzere Distanzen seit 1967 die sogenannten Transloader. Diese Fahrzeuge waren konstruktiv eine Mischung zwischen Schaufellader und Autoschütter (Dumper) und konnten ihre Ladung von 8 Tonnen selbst aufnehmen.[28] Ein originaler Transloader aus Bülten ist im Deutschen Bergbau-Museum Bochum erhalten. Über längere Distanzen (bis 2,6 km) waren bereits seit 1965 Unimogs im Einsatz. Beladen wurden diese durch Schwenklader der Firma Eberhard.[29]

Die Grube konnte durch Fahrzeuge von über Tage aus durch die Rampe im Tagebau Ölsberg befahren werden.
Dadurch konnte die Leistung von 8 Tonnen je Mann und Schicht (t/MS) im Jahr 1963 auf 22 Tonnen bis zum Jahr 1970 gesteigert werden. Damit waren die konventionellen Möglichkeiten ausgeschöpft.

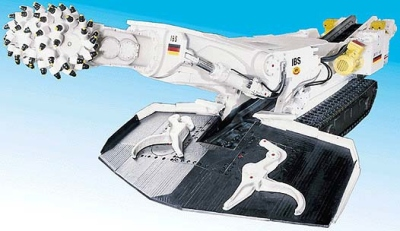
Ansicht einer Teilschnittmaschine

Seit 1965 wurden im tonigen Erz der Nachbargrube Lengede-Broistedt erfolgreich Gewinnungsmaschinen aus dem amerikanischen Steinkohlenbergbau eingesetzt (sogenannte Continuous Miner). Für die umlaufenden Schneidketten dieses Typs war das Bültener Erz zu hart. Daher wurden Versuche mit einer österreichischen Teilschnittmaschine für den Tunnelbau durchgeführt. Nach guten Ergebnissen beschaffte die Ilseder Hütte mehrere Maschinen von voestalpine und Westfalia Lünen für die schneidende Gewinnung. Der größte eingesetzte Typ konnte bis zu 100 Tonnen Erz pro Stunde lösen. Damit wurden letztendlich Hauerleistungen von 27,2 t/MS bis zum Jahr 1976 erreicht.
In den 1970er Jahren wurde durch die Stahlwerke Peine-Salzgitter AG dennoch der Ausstieg aus dem Erzbergbau beschlossen. Die Vorgängerin der heutigen Salzgitter AG hatte die Ilseder Hütte und ihre Betriebe übernommen.
Am 30. März 1976 wurde in einer Feierstunde der letzte Wagen um 18:15 Uhr auf die Hängebank des Emilieschachtes gefördert. Bis zu diesem Zeitpunkt wurden rund 60 Mio. Tonnen Eisenerze gewonnen, davon 14,7 Mio. im Tagebau.
Nach der Betriebseinstellung wurden alle Schächte verfüllt und die Tagesöffnungen verschlossen. Am 24. August 1983 wurde das Fördergerüst des Emilieschachtes demontiert. Damit verschwand das letzte Wahrzeichen des Peiner Bergbaus.

## Heutiger Zustand (2010)
Den besten Eindruck von der ehemaligen Erzgrube Bülten-Adenstedt vermitteln heute die verbliebenen Gebäude auf den ehemaligen Schachtgrundstücken.
Der Kaiser-Wilhelm-Schacht liegt westlich von Groß-Bülten etwas außerhalb der Ortschaft an der Schachtstraße 25. Das Grundstück wird von mehreren Gewerbebetrieben genutzt. Das Verwaltungsgebäude, das zu Betriebszeiten die Bergwerksleitung beherbergte, ist heute Sitz der Ilseder Mischwerke GmbH. Weiterhin sind dort ein Werkstatt- und ein Lagergebäude, sowie wenige Nebengebäude erhalten.
Der Gerhardschacht ist von allen Schachtanlagen am vollständigsten erhalten. Verloren gegangen sind nur die Schachthalle mit Fördergerüst und die Verladung. Das Gelände liegt in der Nähe der Kreisstraße 31 etwa auf halber Strecke zwischen Groß Bülten und Bülten. Es wird nördlich durch den Barbaraweg und im Süden durch die Straße Zum Gerhardschacht begrenzt. Markantestes Gebäude ist das ehemalige Fördermaschinenhaus mit der angebauten elektrischen Zentrale. Architektonisch wiederholt die Bebauung Gestaltungsmerkmale der Eisenerzgrube Georg-Friedrich in Dörnten, die auch zur Ilseder Hütte gehörte.
An der gleichnamigen Straße am östlichen Ortsrand von Bülten liegt der einstige Emilieschacht. Die meisten Gebäude sind erst vor wenigen Jahren abgebrochen worden, nachdem sie durch die Salzgitter AG nicht mehr nachgenutzt wurden. Im Wesentlichen besteht nur noch die Verwaltung/Kaue und das Magazin.
Innerhalb von Bülten ist eine Seilscheibe des Emilieschachtes als Denkmal aufgestellt.